# Paramormia sobrinus
Paramormia sobrinus är en tvåvingeart som först beskrevs av Quate 1955.  Paramormia sobrinus ingår i släktet Paramormia och familjen fjärilsmyggor. Inga underarter finns listade i Catalogue of Life.